# パンテオン地溝帯
パンテオン地溝帯（パンテオンちこうたい、英語: Pantheon Fossae）は、水星のカロリス盆地中央部にある放射状の溝。伸張性断層によって形成された地溝であり、中心付近には大きさが約40 kmのクレーターがある。この地溝帯がなぜこのような形になったのか、正確なところはまだ分かっていない。公式に命名される前は「クモ」と通称されていた。
名称はローマにある、古典的なドーム状の屋根をもつパンテオン神殿からとられた。パンテオンのドームはその頂上にある円形の開口部から放射状にくぼんだ羽目板が広がっており、水星のパンテオン地溝帯もこの形を連想させる。そのため、パンテオン地溝帯の中心付近にあるクレーターも、現在ではパンテオンの建設者として知られるダマスカスのアポロドーロスにちなみ、アポロドーロスと命名されている。この地形を発見した水星探査機メッセンジャーに携わる科学者は、アポロドーロスクレーターが、この地溝帯の生成に影響したのか、単に後から放射状の地形の中心近くに隕石が衝突しただけなのか議論を行っている。